# اکسل ویتکه
اکسل ویتکه (انگلیسی: Axel Wittke؛ زادهٔ ۲۵ مارس ۱۹۶۰) بازیکن فوتبال اهل آلمان است.
از باشگاه‌هایی که در آن بازی کرده‌است می‌توان به باشگاه فوتبال کارل زایس ینا، باشگاه فوتبال لوکوموتیو لایپزیگ، باشگاه فوتبال یونیون برلین، و باشگاه فوتبال ماگدبورگ ۱ اشاره کرد.
وی همچنین در تیم‌های ملی فوتبال زیر ۲۱ سال آلمان شرقی و آلمان شرقی بازی کرده‌است.